# Aldehuela (Guadalajara)
Aldehuela (antiguamente Aldehuela del Pedregal) es una localidad española del municipio de Prados Redondos, perteneciente a la provincia de Guadalajara, en la comunidad autónoma de Castilla-La Mancha.

## Historia
A mediados del siglo XIX, el lugar, que formaba por entonces parte del mismo ayuntamiento que Chera, contaba con una población censada de 24 habitantes. La localidad aparece descrita en el primer volumen del Diccionario geográfico-estadístico-histórico de España y sus posesiones de Ultramar de Pascual Madoz de la siguiente manera:

ALDEHUELA DEL PEDREGAL: l. que forma ayunt. con el de Chera (1/2 leg.). en la prov. de Guadalajara (23), part. jud. de Molina (1 1/2), aud. terr. y c. g. de Madrid (33), adm. de rent. y dióc. de Sigüenza (13 1/2): sit. á la salida de un harranco de piedra caliza, frente de unas dilatadas vegas de pasto, que se estienden al O. hasta el l. de Prados-Redondos, en las que ambos pueblos, que se hallan á la vista uno de otro tienen parte: le baten los aires con libertad y aunque su clima es sano, produce la humedad de los prados algunas intermitentes; tiene 7 casas y se advierten ruinas de otras tres ó cuatro; una ermita muy pequena con el título de Ntra. Sra. de la Soledad, que es igl. aneja á la parr. de Chera, y solo es notable la pila bautismal trabajada con bastante gusto. Confina el térm. por N. con el de Tordelpalo; E. el de Castellar, S. el de Chera, y O. con el r. Gallo, que le divide del de Prados-redondos, estendiéndose de 1/4 á 1/2 leg. y comprende 1,420 fan. de tierra: le riega el espresado r. por el lím. O. trae tambien algunas aguas en invierno el barranco inmediato á las casas; y brotan algunos pequeños manantiales en diferentes sitios, siendo el mas permanente el que se halla á 100 pasos del pueblo en el camino de Chera. El terreno es quebrado por la parte del N. y S.; en lo demas llano, principalmente en la vega referida, que ofrece á la vista mas de 1 1/2 leg. de circunferencia; el cultivado asciende á 480 fan. divididas en 9 quiñones de colonato, y con 60 de 1.ª calidad; 140 de 2.ª, el resto de 3.ª; y aun pudiera cultivarse mayor número si la pobreza de los vec. lo permitiera: cruza un camino el térm. y pueblo, basta el cual llegan carros; pasa después á Chera y es el que llevan los arrieros de Molina á Teruel; los demas son travesias locales: para el recibo de la correspondencia se sirve en union de otros, de un cartero que la recibe cada 8 dias en la estafeta de Molina: pobl.: 6 vec. 24 alm.: cap. prod. 169,340 rs.: imp.: 9,840 contr.. 388 rs. 18 mrs.: presupuesto municipal 300 que se cubre por repartimiento vecinal por no haber propios ni arbitrios: corresponde al ant. señ. de Molina, y sesmo del Pedregal: en la matricula catastral del año 1842 se le considera como desp.
(Madoz, 1845, p. 515)

En 2022, Aldehuela tenía empadronados 2 habitantes.